# 2Pacalypse Now
2Pacalypse Now es el álbum debut del rapero 2Pac, lanzado el 12 de noviembre de 1991.
Es el trabajo más abiertamente político de 2Pac. Sus letras van dirigidas a problemas sociales como el racismo, la brutalidad policial, la pobreza, el embarazo adolescente y el consumo de drogas.

## Información del álbum
El álbum es elogiado por muchos críticos por su ambiente underground, siendo señalado como fuente de inspiración por raperos como Nas y Talib Kweli. Aunque el álbum fue lanzado originalmente en Interscope, Amaru Entertainment, el sello propiedad de la madre de Tupac Shakur, adquirió los derechos para su comercialización. El nombre del álbum hace referencia a la película de 1979 Apocalypse Now, que trata sobre la guerra de Vietnam.  El álbum generó una importante controversia derivada de la crítica pública Dan Quayle, después de que un joven en Texas disparara a un policía estatal y su abogado alegara que fue influenciado por 2Pacalypse Now y sus letras sobre la brutalidad policial. Quayle declaró: "No hay razón para que un álbum como éste sea publicado. No tiene sitio en nuestra sociedad".
El álbum no tuvo el mismo éxito que los trabajos posteriores de Tupac, pero son importantes los temas políticos tratados por el rapero y su talento lírico. 2Pacalypse Now incluyó tres sencillos, "Brenda's Got a Baby", "If My Homie Calls" y "Trapped". La canción "I Don't Give a Fuck" aparece en el videojuego Grand Theft Auto: San Andreas, en la ficticia Radio Los Santos.

## Lista de canciones
| #  | Título                     | Colaboración(es)                         | Productor(es)            | Duración |
| -- | -------------------------- | ---------------------------------------- | ------------------------ | -------- |
| 1  | "Young Black Male"         |                                          | Big D The Impossible     | 2:35     |
| 2  | "Trapped"                  | Feat: Dank, Playa-Playa, Shock G, Wiz    | The Underground Railroad | 4:44     |
| 3  | "Soulja's Story"           |                                          | Big D The Impossible     | 5:05     |
| 4  | "I Don't Give a Fuck"      | Feat: Mickey Cooley, Pogo, Rodney Cooley | Pee-Wee                  | 4:20     |
| 5  | "Violent"                  | Feat: DJ Fuze, Mac Mone, Money-B         | Raw Fusion               | 6:25     |
| 6  | "Words of Wisdom"          |                                          | Shock G                  | 4:54     |
| 7  | "Something Wicked"         | Voz: Pee-Wee                             | Jeremy                   | 2:28     |
| 8  | "Crooked Ass Nigga"        | Stat McCormick Teclados: The Piano Man   | Stretch                  | 4:17     |
| 9  | "If My Homie Calls"        |                                          | Big D The Impossible     | 4:18     |
| 10 | "Brenda's Got a Baby"      | Feat: Dave Hollister, Roniece            | The Underground Railroad | 3:55     |
| 11 | "Tha' Lunatic"             | Stretch                                  | Live Squad               | 3:29     |
| 12 | "Rebel of the Underground" | Feat: Di-Di, Ray Luv, Shock G, Yonni     | Shock G                  | 3:17     |
| 13 | "Part Time Mutha"          | Angelique Voz: Poppi                     | Big D The Impossible     | 5:13     |

## Sencillos
| Información del sencillo                                                                 |
| ---------------------------------------------------------------------------------------- |
| "Brenda's Got a Baby" - Lanzamiento: 9 de octubre de 1991 - Cara-B: "If My Homie Calls"  |
| "If My Homie Calls" - Lanzamiento: 13 de febrero de 1992 - Cara-B: "Brenda's Got a Baby" |
| "Trapped" - Lanzamiento: 25 de septiembre de 1992 - Cara-B: "The Lunatic"                |

## Posiciones de los sencillos en lista
| Año  | Sencillo                                | Posiciones en lista              | Posiciones en lista |
| Año  | Sencillo                                | Hot R&B/Hip-Hop Singles & Tracks | Hot Rap Singles     |
| ---- | --------------------------------------- | -------------------------------- | ------------------- |
| 1992 | "Brenda's Got a Baby/If My Homie Calls" | 23                               | 3                   |

## Samples
- "Young Black Male" samplea "Good Ole Music" de Funkadelic
- "Trapped" samplea "Holy Ghost" de Bar-Kays
- "Trapped" samplea "The Spank" de James Brown
- "Soulja's Story" samplea "No Name Bar" de Isaac Hayes
- "Soulja's Story" samplea "Ain't No Sunshine" de Bill Withers
- "Soulja's Story" samplea "Sneakin' In The Back" de Tom Scott
- "Crooked Ass Nigga" samplea "Crab Apple" de Idris Muhammad
- "If My Homie Calls" samplea "Let A Woman Be A Woman, And Let A Man Be A Man" de Dyke & The Blazers
- "If My Homie Calls" samplea "Fat Mama" de Herbie Hancock
- "If My Homie Calls" samplea "Chameleon" de Herbie Hancock
- "If My Homie Calls" samplea "I Don't Know What This World Is Coming To" de The Soul Children
- "Rebel Of The Underground" samplea "Impeach The President" de The Honey Drippers
- "Part Time Mutha" samplea "Part-Time Lover" de Stevie Wonder